# 3281 Мопертюї
3281 Мопертюї (3281 Maupertuis) — астероїд головного поясу, відкритий 24 лютого 1938 року.
Тіссеранів параметр щодо Юпітера — 3,545.